# グルシン酸
グルシン酸（glucic acid）は、甘蔗糖を酸処理またはグルコースをアルカリ処理して合成される酸である。ケト-エノール互変異性を起こす。